# Camí vell de Pessonada
El Camí vell de Pessonada és una antiga pista rural que discorre pel terme municipal de Conca de Dalt (a l'antic terme de Claverol), al Pallars Jussà. Unia els pobles de Sant Martí de Canals i de Pessonada.